# Arlberg

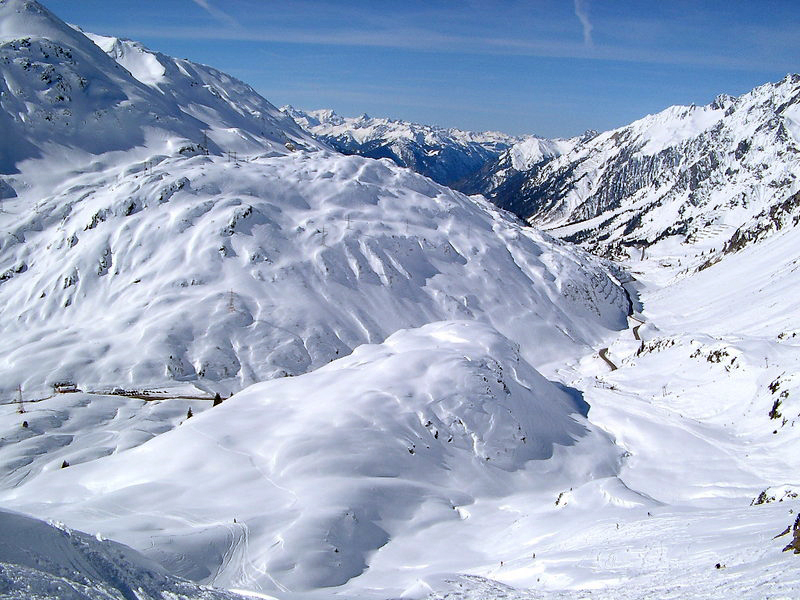
Carretera sobre el pas de Arlberg.

Alberg és una serra situada entre les regions de Vorarlberg i el Tirol, a Àustria. El major cim és el «Valluga» amb 2.809 metres. L'Arlberg és també el nom del coll situat a una altitud de 1.793 metres i que separa les dues regions.
El nom Arlberg deriva de la tradició dels «Arlenburg», els qui es diu es van establir al costat tirolès dels passos d'Arlberg, a 1793 msnm.
És un lloc popular i famós per les estacions d'esquí, com Lech, Zürs, Stuben, St. Christoph i St. Anton.